# 胡杨
胡杨（学名：Populus euphratica），又称胡桐（《汉书》）、英雄树、异叶胡杨、异叶杨、水桐，是杨柳科杨属胡杨亚属的一种植物，常生长在沙漠中，它耐寒、耐旱、耐盐碱、抗风沙，有很强的生命力；在水分好的條件下，壽命可達百年左右，被形容為“胡杨生而千年不死，死而千年不倒，倒而千年不烂”。胡杨是生长在沙漠的唯一乔木树种，且十分珍贵，可以和有“植物活化石”之称的银杏树相媲美。

## 形态
落叶乔木，高达15米；叶子的形状多变异，披针形或线状披针形的叶子全缘或疏生锯齿，卵形、扁卵形、肾形的叶子具有缺刻或全缘，无毛，带有灰色或淡绿色。
- 蒙古戈壁沙漠中的胡杨
- 内蒙古額濟納旗的胡杨枯木
- 冬天的胡杨
- 1874年《印度中部与西北部森林植物图绘》的插图

## 习性
它是一种非常耐旱的植物，幼苗可以通过叶片直接吸收露水，然后将收集到的水分于器官甚至土壤中重新分配。此外，胡杨也很耐盐，在盐度为2.0%时仍可以生长，最高可忍受的盐度为5.0%。

## 分布
它曾经广泛分布于中国西部的温带暖温带地区，新疆库车千佛洞、甘肃敦煌铁匠沟、山西平隆等地；如今，除了柴达木盆地、河西走廊、内蒙古阿拉善一些流入沙漠的河流两岸还可见到少量的胡杨外，全国胡杨林面积的90%以上都蜷缩于新疆，而其中的90%又集中在新疆南部的塔里木盆地。此外，在阿富汗、印度、哈萨克斯坦、巴基斯坦、塔吉克斯坦、土库曼斯坦、乌兹别克斯坦等国也有分布。世界上现仅存的三大原始胡杨林分别为：中国新疆塔里木盆地胡杨林（面积约371万亩）；哈萨克斯坦胡杨林（面积约300万亩）；内蒙古额济纳胡杨林（面积约45万亩）。